# Glacier des Evettes

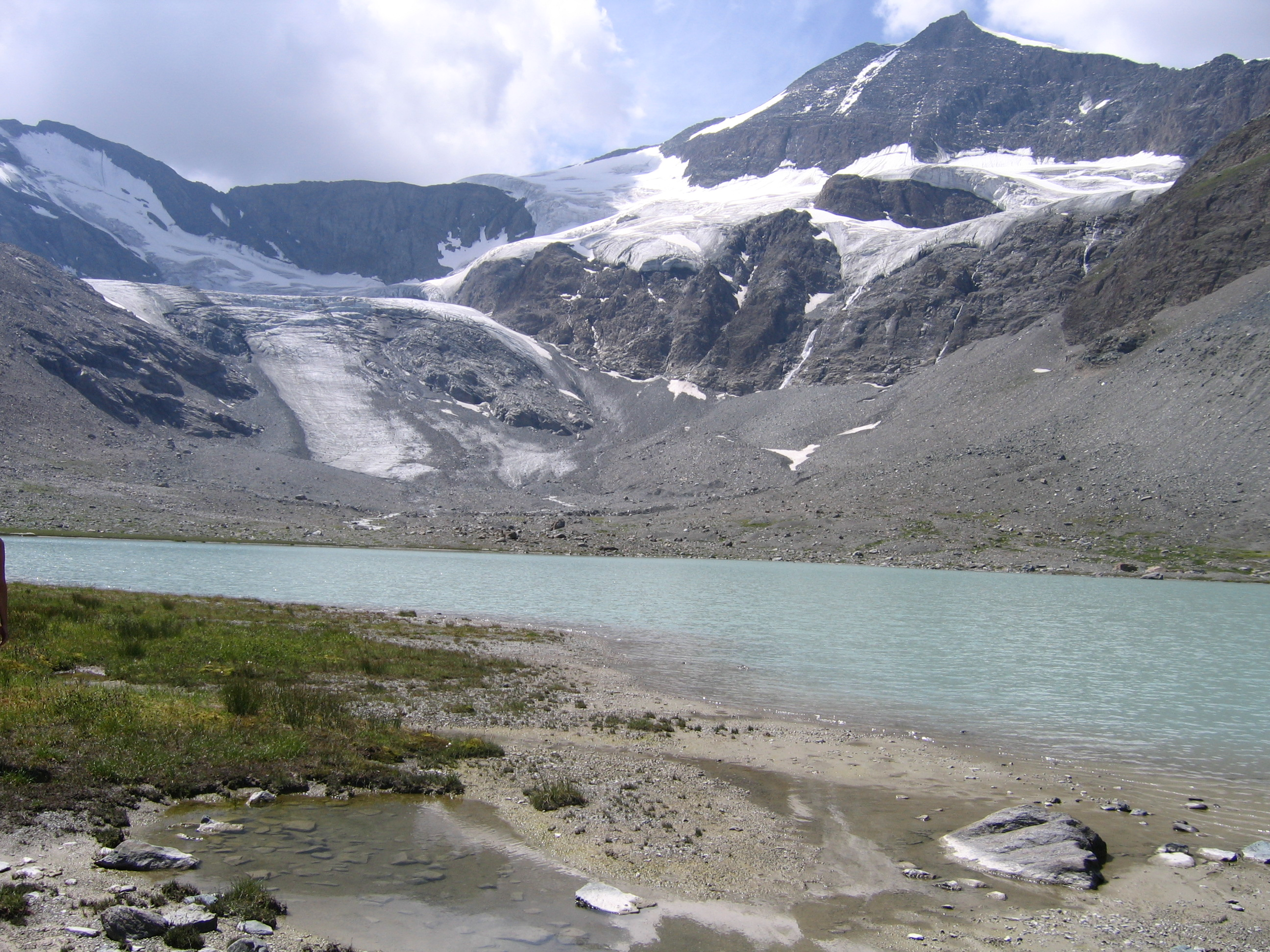
Lac des Evettes

Glacier des Evettes – lodowiec znajdujący się w Alpach Graickich we francuskim departamencie Sabaudia. Ma powierzchnię około 270 ha.
Lodowiec powstaje ze śniegu na zboczach gór Levanna, Uia di Ciamarella oraz Albaron di Savoia na wysokości 2900 m.
Ze względu na wycofanie się lodowca w latach 1939–1949 u podnóża gór utworzyło się jezioro Lac des Evettes. W dolinie lodowcowej jest schronisko turystyczne Refuge des Evettes.